# 張春 (正統進士)
張春（1412年—？），字時中，直隸真定府真定縣人，民籍。明朝政治人物。進士出身。

## 生平
正統十年（1445年），登進士。正統十二年（1447年），授南京廣東道監察御史。景泰三年，改山西按察司僉事。天順四年，任廵按陝西監察御史執僉事。隨後改為鎮江府同知。

## 家族
曾祖父張義。祖父張敬祖。父亲張俊。